# Alfred Andersch
Alfred Andersch (4 février 1914, Munich - 21 février 1980, Berzona, Tessin, Suisse) est un écrivain allemand, connu comme l'un des pères fondateurs de la nouvelle littérature allemande après la Seconde Guerre mondiale à travers son rôle dans le Groupe 47.

## Biographie
Alfred Andersch, qui a adhéré au parti communiste en 1930, est détenu pendant six mois en 1933 au camp de concentration de Dachau pour ses convictions politiques, puis sombre dans la dépression à sa libération. En 1935, il épouse Angelika Albert, issue d'une famille juive, dont il divorce en 1943. Andersch est intégré à la Wehrmacht en 1940 et déserte le 6 juin 1944 du front italien. Il est envoyé aux États-Unis comme prisonnier de guerre et devient le rédacteur en chef du journal des prisonniers de guerre Der Ruf (L'appel).
Andersch revient en Allemagne fédérale, dans le secteur américain, en 1945. Il prend le poste d'assistant-rédacteur à la Neue Zeitung d'Erich Kästner. Avec Hans Werner Richter, il coédite de 1946 à 1947 l'hebdomadaire Der Ruf et ce uniquement dans la zone occupée par l'armée américaine. Il travaille ensuite avec de jeunes écrivains avec qui il formera ce qui sera appelé le Groupe 47 : Ingeborg Bachmann, Wolfgang Hildesheimer, Arno Schmidt, Hans Magnus Enzensberger ou encore Helmut Heissenbüttel.
Andersch devient éditeur du journal Texte und Zeichen  et entre 1948 et 1958, il est responsable  de divers programmes radiophoniques comme l'« Abendstudio ». Son emprise sur le monde littéraire renaissant juste de ses cendres lui permet de populariser de nouveaux auteurs tels Arno Schmidt. En 1950, il se remarie avec Gisela Dichgans (1913-1987). Le récit présenté comme autobiographique « Les Cerises de la liberté » parait en 1952. Il y décrit son expérience de la désertion comme le premier moment où il atteint la liberté. Le même thème est développé en 1957 dans son ouvrage Zanzibar, considéré son livre le plus important.
À partir de 1958, Andersch et sa femme Gisela vivent en Suisse, à Berzona, dont il devient citoyen en 1972.
En 1967, il reçoit le Prix Nelly-Sachs.
Andersch souhaitait renouveler la littérature et la nettoyer des mots dont le sens avait été corrompu par l'époque nazie. Néanmoins cette prétention est sévèrement remise en cause par plusieurs critiques littéraires, au premier rang desquels Marcel Reich-Ranicki et W. G. Sebald, qui voient en Andersch  un écrivain médiocre, mais aussi dénoncent la lâcheté à l'égard du régime nazi de cet intellectuel qui se réclamait de l'émigration intérieure et aurait essayé de passer sous silence dans ses écrits certains aspects de sa vie sous le Reich. Les critiques actuels sont beaucoup mieux informés du passé d'Andersch et voient en ses écrits l'exemple typique des perceptions que l'Allemand veut renvoyer de son passé.

## Œuvres
- Deutsche Literatur in der Entscheidung, 1948, étude ;
- Les Cerises de la liberté (Die Kirschen der Freiheit, 1952), récit autobiographique ;
- Zanzibar, (Sansibar oder der letzte Grund, 1957), roman ;
- Die Rote, 1960, nouvelle édition 1972, roman ;
- Efraïm, (Efraim, 1967), roman ;
- Mein Verschwinden in Providence, 1971, nouvelles ;
- Winterspelt : la guerre immobile, octobre 1944, (Winterspelt, 1974), roman ;
- Das Alfred Andersch Lesebuch, 1979, recueil ;
- Der Vater eines Mörders, 1980, nouvelles ;
- Arno Schmidt : Der Briefwechsel mit Alfred Andersch, 1985 (correspondance entre Schmidt et Andersch) ;
- Fahrerflucht und andere Hörspiele, recueil de pièces radiophoniques.